# Zoran Mandlbaum
 (juillet 2020).
Zoran Mandlbaum, né le 9 septembre 1946 à Mostar et mort le 9 novembre 2015 à Mostar, est le chef de la communauté juive de Mostar, Bosnie-Herzégovine pendant la guerre du Bosnie. Pendant le conflit entre les Serbes, Croates, et Bosniaques, Mandlbaum sert de liaison entre les différents groupes. Son travail pendant la guerre, aidant des civils à s'échapper de la Bosnie et la distribution d'aide humanitaire lui vaut le surnom de « Oskar Schindler de Bosnie, ».

## Biographie

### Jeunesse
Son arrière-grand-père a immigré en Bosnie d'Autriche-Hongrie, s'installant à Foča avant que la famille déménage à Mostar en 1905,. Son frère Zigmund est né en 1948. Zoran a étudié à l'école de génie mécanique de l'Université de Mostar et a ensuite trouvé un emploi en tant que directeur technique de l'usine d'avions SOKO de la ville,.

### Pendant la guerre
La guerre de Bosnie-Herzégovine était féroce en avril 1992, les factions rivales représentant les Bosniaques, les Croates et les Serbes commencent l'affrontement pour contrôle de la pays. Parce que la communauté juive en Bosnie est une minorité petite dans le pays, elle n'est pas une cible pour les groupes paramilitaires, par conséquent ils sont épargnés de la violence perpétrée contre d'autres groupes ethniques. Mandlbaum a retrouvé avec Vinko Martinovic, un commandant pour le Conseil de défense croate et l'a rappelé à un accord entre Mate Boban, Franjo Tuđman, et l'État d'Isräel pour passage en sécurité pour les juifs de Herzégovine. Commandant Martinovic a assuré M. Mandlbaum que la communauté juive ne serait pas une cible dans la guerre.
Pour un documentaire en 2012 pour l'Institute for War and Peace Reporting il a dit qu'il avait essayé d'aider tous ceux qui l'avaient demandé. Quand le gouvernement bosniaque n'avait l'énergie de fonctionner les générateurs pour deux heures par jour à l'hôpital de Mostar oriental, Mandlbaum a rencontré Vladimir Šoljić, un ami et ancien collègue de l'usine et ministre de la Défense de la République croate de Bosnie-Herzégovine. En échange d'un cessez-le-feu de deux heures par les forces bosniaques de Safet Oručević (bs), Šoljić a promis de faire cessez-le-feu par ses forces et a fourni un camion-citerne de carburant diesel pour le générateur de l'hôpital.
Mandlbaum a fréquemment traversé la rivière séparant les deux côtés de la ville de Mostar, livrant des colis, des lettres et des fournitures aux populations de chaque côté du conflit. Dans un cas, il a introduit clandestinement une jeune femme à Mostar Est pour rencontrer son petit ami. Le couple s'est marié plus tard dans la nuit, un événement qui, selon le père du marié, n'aurait pas été possible sans l'aide de Zoran. Il livrait fréquemment des lettres et des fournitures aux prisonniers des camps de concentration d' Heliodrom et de Dretelj dans la région. Entre 1993 et 1995, on estime que la communauté juive de Mostar a envoyé 106 000 kilogrammes de nourriture à Mostar oriental.
Comme Chiune Sugihara et Jan Zwartendijk, Mandlbaum a forgé les cartes d'identité des Serbes et des Bosniaques pour lire Jevrejin (juif en Serbo-croate) afin d'assurer leur passage en toute sécurité hors de Mostar.

### Tentative d'assassinat
Bien que des gens aient sauvé et protégé par M. Mandlbaum, il n'était pas sans ses ennemis. Il a été expulsé de son appartement et a fait face à de nombreuses tentatives de mort. Le 30 mai 1994, sa voiture a été bombardée (prétendument sur les ordres du commandant du HVO Misic),.

### Après la guerre
Après la guerre, Zoran Mandlbaum reste à Mostar et continue comme président de la communauté juive dans la ville. Mandlbaum est présent pour la construction de la nouvelle synagogue de Mostar, la première nouvelle synagogue construite en Bosnie depuis la Seconde Guerre mondiale,. Il a également travaillé avec le ministère fédéral de l'entrepreneuriat et de l'artisanat. En 2005, il sert comme un témoin pour la défense dans le procès de Vinko Martinović pour crimes de guerre au Tribunal international pour l'ex-Yougoslavie.
Pour ses actions pendant la guerre, il reçoit le prix Duško Kondor pour le courage civil en février 2011, décerné par les jardins de la Fondation des Justes,.
Mandlbaum est décédé le 9 novembre 2015 à l'âge de 69 ans. Ses funérailles ont été couvertes par TV1 (voir (en) en:O Kanal).